# Fulvio Zanardini
Fulvio Zanardini est un astronome amateur italien.
Le Centre des planètes mineures le crédite de la découverte de deux astéroïdes, effectuée dans le courant de l'année 2009 avec la collaboration de Mario Tonincelli.
| (343230) Corsini     | 22 novembre 2009 |
| (372573) Pietromenga | 24 octobre 2009  |